# 洛錫安巴士
洛錫安巴士（英語：Lothian Buses）是一間總部位於蘇格蘭愛丁堡的主要巴士營運商，是英國最大的市政巴士公司。愛丁堡市議會（透過愛丁堡交通局）擁有91%的股份，中洛錫安議會擁有5%，東洛錫安議會擁有3%，西洛錫安議會擁有1%。
洛錫安巴士營運愛丁堡大部分巴士服務，並且是東洛錫安、中洛錫安以及西洛錫安的重要營運商。該公司亦營運夜間巴士服務及3條往愛丁堡機場的路線，並擁有子公司Lothian Country、East Coast Buses、Edinburgh Bus Tours和Lothian Motorcoaches。

## 外部連結
- 官方网站